# Mormant
Mormant est une commune française située dans le département de Seine-et-Marne en région Île-de-France.

## Géographie

### Localisation
La commune est située à environ 11,7 kilomètres au nord-ouest de Nangis.
Le territoire de la commune est limitrophe de ceux de 5 communes :
|                      |         | Aubepierre-Ozouer-le-Repos |
| Champeaux Saint-Méry | Mormant |                            |
| Bombon               |         | Saint-Ouen-en-Brie         |

### Géologie et relief
La commune est classée en zone de sismicité 1, correspondant à une sismicité très faible.

### Hydrographie

#### Réseau hydrographique

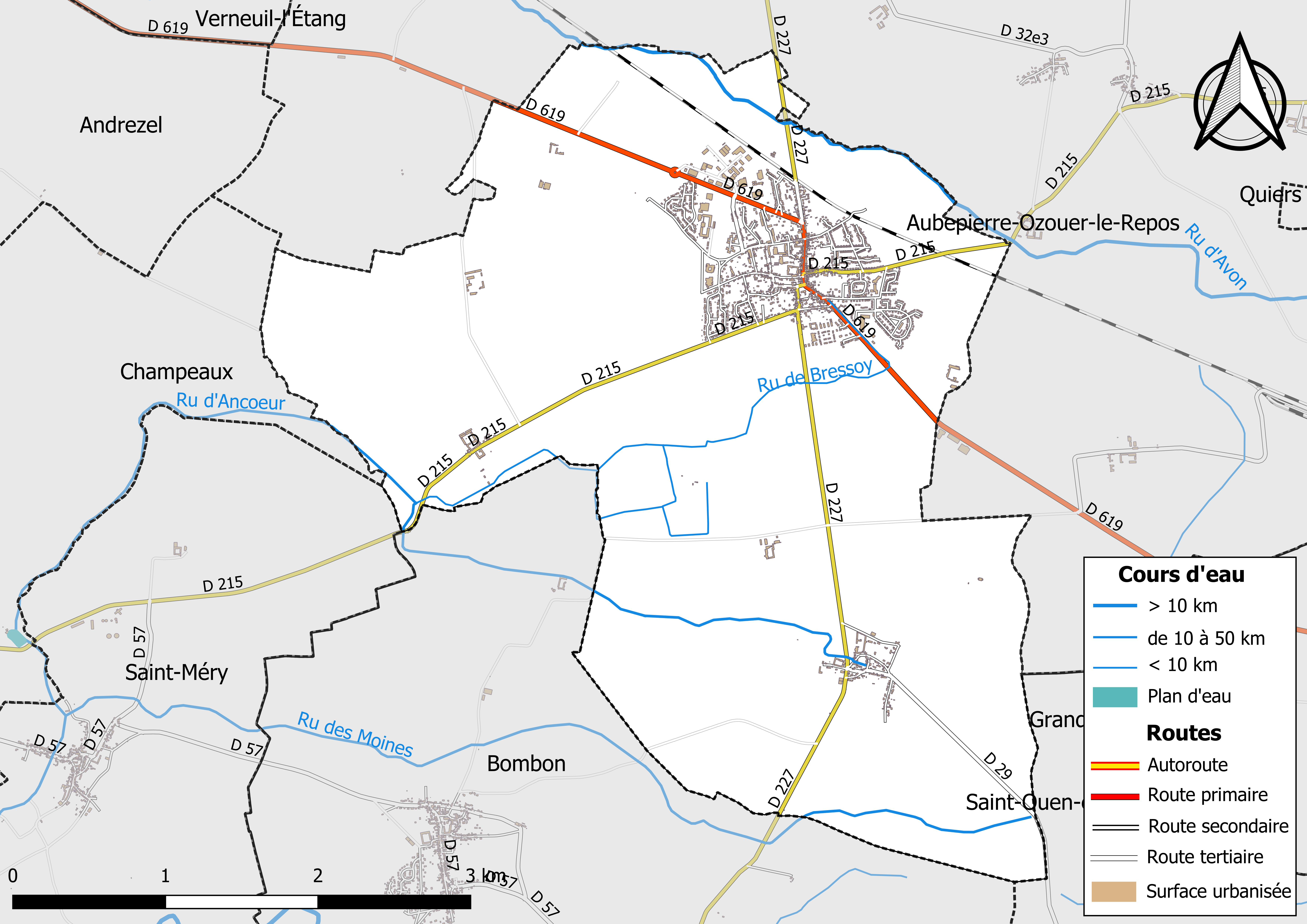
Carte des réseaux hydrographique et routier de Mormant.

Le réseau hydrographique de la commune se compose de six cours d'eau référencés :
- le ru d'Avon, long de 20,87 km[2], affluent de l'Yerres en rive gauche ;
- le ru d'Ancoeur ou ru de la Prée, 9,63 km[3], qui conflue avec l’Almont ;
  - le ru de Bressoy, 4,23[4], et ;
    - un bras de 0,77 km[5] ;
    - le canal 01 de Bressoy, 1,28 km[6], qui conflue avec le ru de Bressoy ;

  - le ru des Moines, 7,05[7], affluents du ru d'Ancoeur.

La longueur totale des cours d'eau sur la commune est de 11,36 km.

#### Gestion des cours d'eau
Afin d’atteindre le bon état des eaux imposé par la Directive-cadre sur l'eau du 23 octobre 2000, plusieurs outils de gestion intégrée s’articulent à différentes échelles : le SDAGE, à l’échelle du bassin hydrographique, et le SAGE, à l’échelle locale. Ce dernier fixe les objectifs généraux d’utilisation, de mise en valeur et de protection quantitative et qualitative des ressources en eau superficielle et souterraine. Le département de Seine-et-Marne est couvert par six SAGE, au sein du bassin Seine-Normandie.
La commune fait partie du SAGE « Yerres », approuvé le 13 octobre 2011. Le territoire de ce SAGE correspond au bassin versant de l’Yerres, d'une superficie de 1 017 km2, parcouru par un réseau hydrographique de 450 kilomètres de long environ, répartis entre le cours de l’Yerres et ses affluents principaux que sont : le ru de l'Étang de Beuvron, la Visandre, l’Yvron, le Bréon, l’Avon, la Marsange, la Barbançonne, le Réveillon. Le pilotage et l’animation du SAGE sont assurés par le syndicat mixte pour l'assainissement et la gestion des eaux du bassin versant de l’Yerres (SYAGE), qualifié de « structure porteuse ».

### Climat
Pour des articles plus généraux, voir Climat de l'Île-de-France et Climat de Seine-et-Marne.
En 2010, le climat de la commune est de type climat océanique dégradé des plaines du Centre et du Nord, selon une étude du CNRS s'appuyant sur une série de données couvrant la période 1971-2000. En 2020, Météo-France publie une typologie des climats de la France métropolitaine dans laquelle la commune est exposée à un climat océanique altéré et est dans la région climatique Nord-est du bassin Parisien, caractérisée par un ensoleillement médiocre, une pluviométrie moyenne régulièrement répartie au cours de l’année et un hiver froid (3 °C).
Pour la période 1971-2000, la température annuelle moyenne est de 10,9 °C, avec une amplitude thermique annuelle de 15,2 °C. Le cumul annuel moyen de précipitations est de 728 mm, avec 11,1 jours de précipitations en janvier et 7,9 jours en juillet. Pour la période 1991-2020, la température moyenne annuelle observée sur la station météorologique la plus proche, située sur la commune de Grandpuits-Bailly-Carrois à 6 km à vol d'oiseau, est de 11,3 °C et le cumul annuel moyen de précipitations est de 704,0 mm,. Pour l'avenir, les paramètres climatiques de la commune estimés pour 2050 selon différents scénarios d'émission de gaz à effet de serre sont consultables sur un site dédié publié par Météo-France en novembre 2022.

### Milieux naturels et biodiversité
Aucun espace naturel présentant un intérêt patrimonial n'est recensé sur la commune dans l'inventaire national du patrimoine naturel,,.

## Urbanisme

### Typologie
Au 1er janvier 2024, Mormant est catégorisée bourg rural, selon la nouvelle grille communale de densité à sept niveaux définie par l'Insee en 2022.
Elle appartient à l'unité urbaine de Mormant, une unité urbaine monocommunale constituant une ville isolée,. Par ailleurs la commune fait partie de l'aire d'attraction de Paris, dont elle est une commune de la couronne,. Cette aire regroupe 1 929 communes,.

### Occupation des sols
L'occupation des sols de la commune, telle qu'elle ressort de la base de données européenne d’occupation biophysique des sols Corine Land Cover (CLC), est marquée par l'importance des territoires agricoles (81,1 % en 2018), en diminution par rapport à 1990 (84,1 %). La répartition détaillée en 2018 est la suivante :
terres arables (81,1%), zones urbanisées (9,6%), forêts (7,1%), zones industrielles ou commerciales et réseaux de communication (2,2 %).
Parallèlement, L'Institut Paris Région, agence d'urbanisme de la région Île-de-France, a mis en place un inventaire numérique de l'occupation du sol de l'Île-de-France, dénommé le MOS (Mode d'occupation du sol), actualisé régulièrement depuis sa première édition en 1982. Réalisé à partir de photos aériennes, le Mos distingue les espaces naturels, agricoles et forestiers mais aussi les espaces urbains (habitat, infrastructures, équipements, activités économiques, etc.) selon une classification pouvant aller jusqu'à 81 postes, différente de celle de Corine Land Cover,,. L'Institut met également à disposition des outils permettant de visualiser par photo aérienne l'évolution de l'occupation des sols de la commune entre 1949 et 2018.

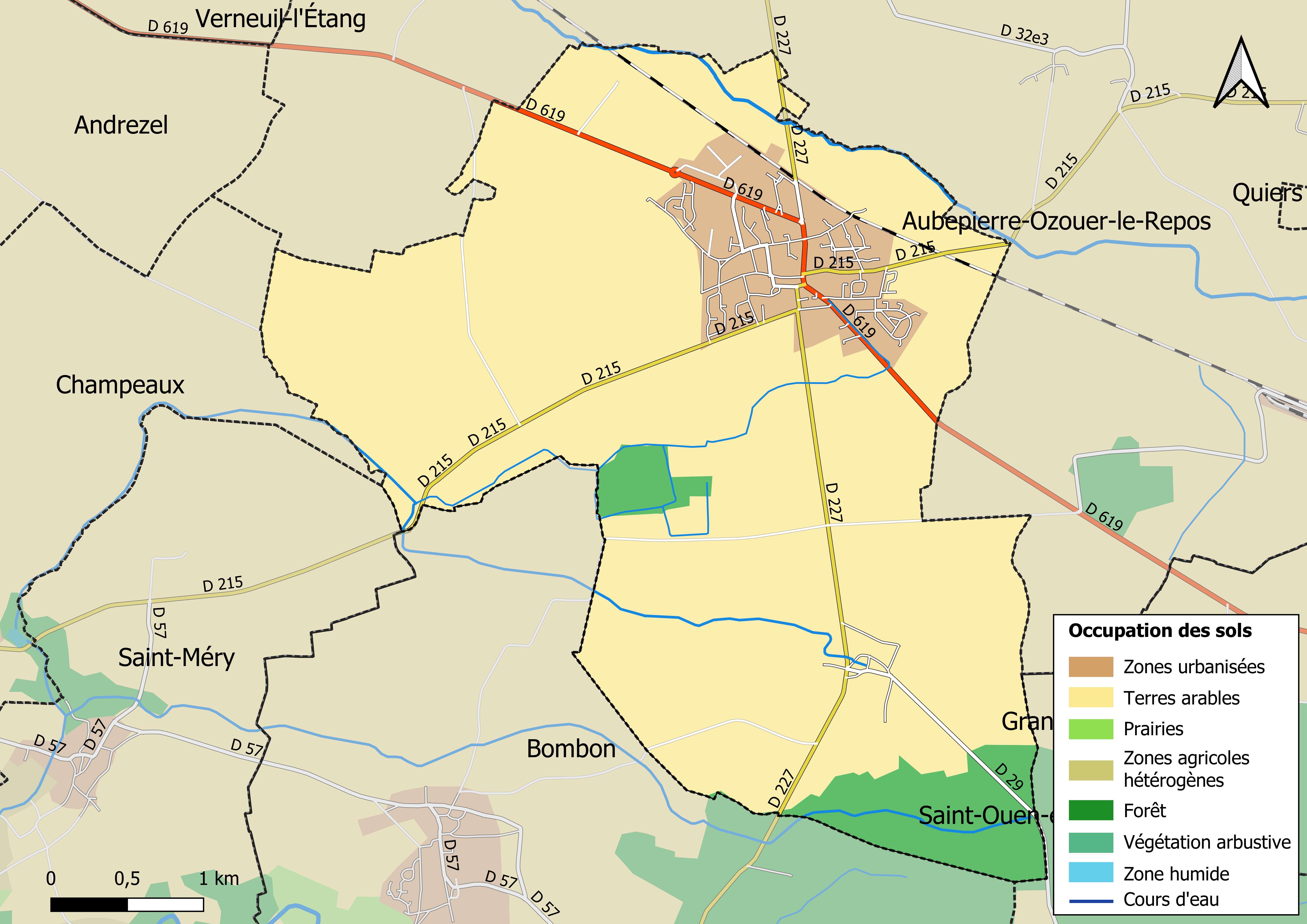
Carte des infrastructures et de l'occupation des sols en 2018 (CLC) de la commune.
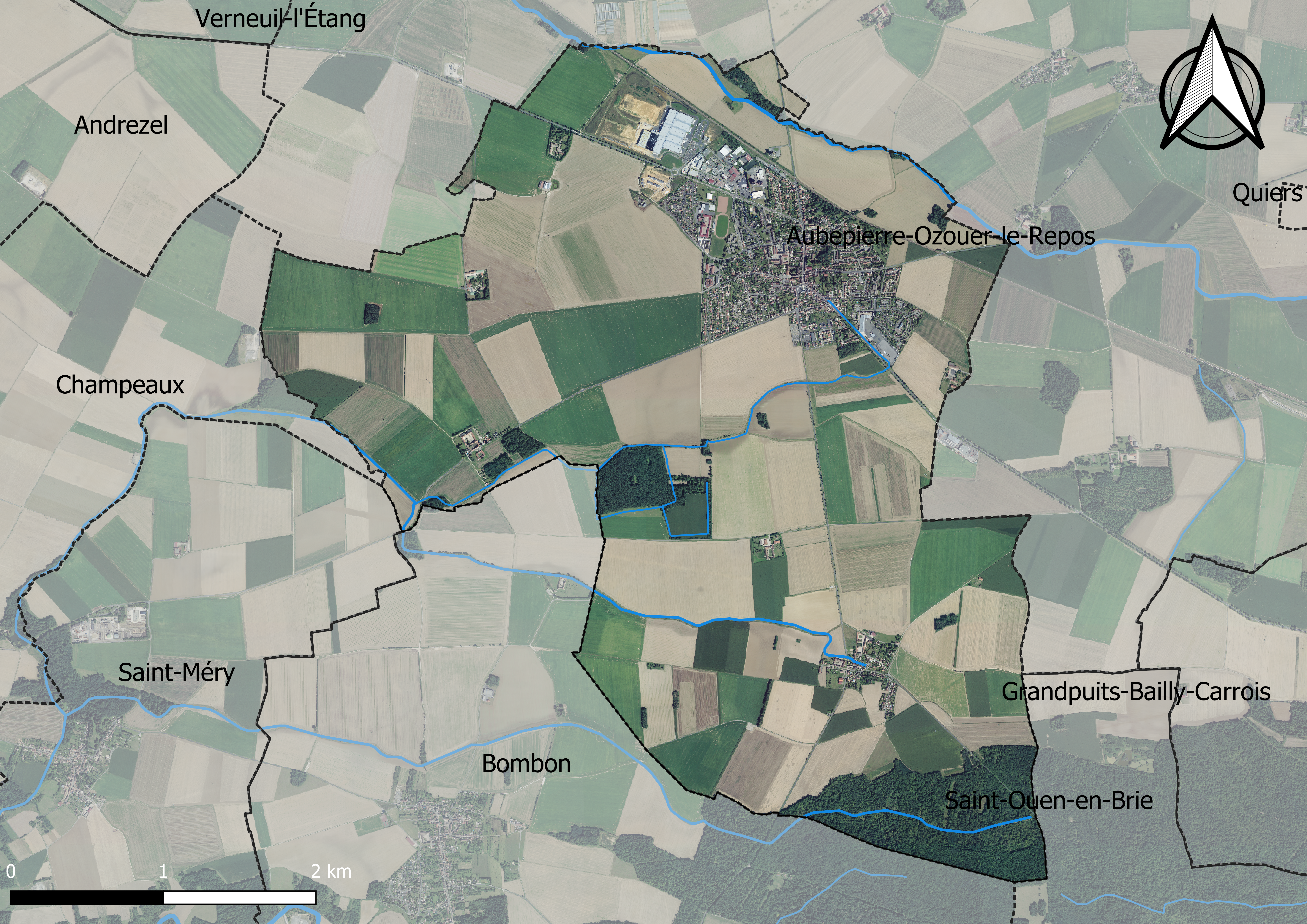
Carte orhophotogrammétrique de la commune.

### Lieux-dits, hameaux et écarts
La commune compte 54 lieux-dits administratifs répertoriés consultables ici dont Lady, au sud-est du territoire communal, Malassise, au centre et Rouvray au sud-ouest (source : le fichier Fantoir).

### Logement
En 2016, le nombre total de logements dans la commune était de 1 958 dont 67,4 % de maisons et 31,5 % d’appartements.
Parmi ces logements, 92,2 % étaient des résidences principales, 0,8 % des résidences secondaires et 7 % des logements vacants.
La part des ménages fiscaux propriétaires de leur résidence principale s’élevait à 52,3 % contre 45,1 % de locataires,, dont 22,3 % de logements HLM loués vides (logements sociaux) et, 2,5 % logés gratuitement.

### Planification de l'aménagement
La commune disposait en 2019 d'un plan local d'urbanisme en révision. Le zonage réglementaire et le règlement associé peuvent être consultés sur le Géoportail de l'urbanisme.

### Voies de communication et transports
La commune est desservie par la  gare de Mormant, sur la Ligne Paris-Bâle (avec antenne vers Provins). Ce pôle gare est restructuré de 2018 à 2020, afin d'y aménager un parc-relais payant de 344 places et 8 emplacements pour moto, une piste cyclable et des emplacements pour vélos, de nouveaux accès routiers, un nouvel accès piéton au quai de la voie 2.
- Ligne P du Transilien à la gare de Mormant : assurant la relation Gare de Paris-Est ↔ Gare de Provins par Longueville.
- ou en voiture par l'autoroute A4.

## Toponymie
La localité est mentionnée dès 1285.
Au cours de la Révolution française, la commune porte le nom de Mormant-l'Égalité.

## Histoire
François (Ier) Le Fèvre de Caumartin, † 1649, général des Finances, frère cadet de Louis (1552-1623), devint seigneur de Mormant, et après lui son fils Louis († 1657, conseiller au Parlement), et son petit-fils François (II) (né vers 1629-† 1711).
À la fin de l'épopée napoléonienne, a lieu le 17 février 1814 la bataille de Mormant, où l'armée française bat les troupes russes et bavaroises. C'est une des dernières victoires de Napoléon lors de la Campagne de France. Un monument bilingue (français et russe) a été érigé derrière l'église de Mormant. Plusieurs reconstitutions de la bataille de Mormant ont été organisées, avec la participation de soldats russes.
La commune, instituée lors de la Révolution française, absorbe en 1841 celle de Lady.
Avant 1842, l’école était située dans des bâtiments adossés à l’église, avant d'être transférée par le conseil municipal dans les locaux de l’hôtel du Dauphin, acquis à cette occasion. En 1845, le conseil décide la construction d’une école pour les filles, sur l'emplacement de l’ancienne grange du presbytère, détruite en 1843.
En 1888 est construite la mairie actuelle.

## Politique et administration

### Rattachements administratifs et électoraux
Mormant se trouve dans le département de Seine-et-Marne. Rattachée depuis la Révolution française à l'arrondissement de Melun, elle intègre le 1er janvier 2017 l'arrondissement de Provins afin de faire coïncider les limites d'arrondissement et celles des intercommunalités.
Pour l'élection des députés, elle fait partie depuis 2012 de la troisième circonscription de Seine-et-Marne.
Elle était depuis 1793 le chef-lieu du canton de Mormant. Dans le cadre du redécoupage cantonal de 2014 en France, la commune intègre le canton de Nangis.

### Intercommunalité
Mormant était le siège de la communauté de communes de l'Yerres à l'Ancœur, créée fin 2005.
Celle-ci est dissoute le 31 décembre 2016 et la commune intègre le 1er janvier 2017 la communauté de communes de la Brie nangissienne.

### Liste des maires
| Période                                  | Période      | Identité                | Étiquette   | Qualité                                                                                           |
| ---------------------------------------- | ------------ | ----------------------- | ----------- | ------------------------------------------------------------------------------------------------- |
| Les données manquantes sont à compléter. |              |                         |             |                                                                                                   |
| 1804                                     | 1808         | M. Alloend-Bessand      |             |                                                                                                   |
| 1809                                     | 1818         | Comte de Grabowski      |             |                                                                                                   |
| 1819                                     | 1830         | M. Dyé                  |             |                                                                                                   |
| 1831                                     |              | Jean Pierre Joseph Divé |             |                                                                                                   |
| 1834                                     |              | Philippe Jacques Jouart |             |                                                                                                   |
| février 1836                             | octobre 1840 | Louis Antoine Chertemps |             |                                                                                                   |
| octobre 1840                             | mars 1850    | Jean-Louis Guilloteaux  |             | Cultivateur, maître de poste                                                                      |
| mars 1850                                | juillet 1855 | Adolphe Dié             |             |                                                                                                   |
| juillet 1855                             | mai 1871     | Alfred de Béthisy       | Légitimiste | Marquis, Pair de France, propriétaire Conseiller général de Mormant (1867 → 1871)                 |
| mai 1871                                 | février 1874 | Joannès Guilloteaux     |             | Propriétaire                                                                                      |
| février 1874                             | avril 1882   | Louis Michel Chertemps  |             | Agriculteur puis propriétaire                                                                     |
| avril 1882                               | mai 1891     | Joannès Guilloteaux     |             | Agriculteur                                                                                       |
| mai 1891                                 | octobre 1894 | Louis Guilloteaux       |             | Agriculteur                                                                                       |
| octobre 1894                             | 1907         | Pierre Henri Bachelier  |             | Cultivateur                                                                                       |
| 1907                                     | octobre 1919 | Émile Schénardi         | Rad.        | Huissier et juge de paix à Noailles Conseiller général de Mormant (1913 → 1925)                   |
| octobre 1919                             | 1926         | Henri Richardière       |             | Médecin                                                                                           |
| 1926                                     | 1929         | Louis Delafosse         |             |                                                                                                   |
| 1930                                     | 1944         | Paul Bachelier          |             |                                                                                                   |
| mai 1945                                 | octobre 1947 | Lucien L'Heritier       |             |                                                                                                   |
| octobre 1947                             | mars 1959    | Georges Perreux         |             |                                                                                                   |
| mars 1959                                | mars 1971    | André Brunnet           |             |                                                                                                   |
| mars 1971                                | mars 1977    | Jan de Wulf             |             |                                                                                                   |
| mars 1977                                | mars 1983    | Danielle Deveze         |             |                                                                                                   |
| mars 1983                                | juin 1995    | Jean-Claude Legrand     |             |                                                                                                   |
| juin 1995                                | mars 2001    | André Huguet            | DVG         | Contrôleur payeur                                                                                 |
| mars 2001                                | mars 2014    | Anne-Marie Abiven       | DVD-UMP     | Retraitée de l'enseignement                                                                       |
| mars 2014,                               | mai 2020     | Sylvain Clérin          | DVD         | Responsable de cabinet comptable 7e vice-président de la CC de la Brie nangissienne (2017 → 2020) |
| mai 2020                                 | En cours     | Pierre-Yves Nicot       | DVD         | Enseignant 4e vice-président de la CC de la Brie nangissienne (2020 →)                            |

## Équipements et services

### Eau et assainissement
L’organisation de la distribution de l’eau potable, de la collecte et du traitement des eaux usées et pluviales relève des communes. La loi NOTRe de 2015 a accru le rôle des EPCI à fiscalité propre en leur transférant cette compétence. Ce transfert devait en principe être effectif au 1er janvier 2020, mais la loi Ferrand-Fesneau du 3 août 2018 a introduit la possibilité d’un report de ce transfert au 1er janvier 2026,.

#### Assainissement des eaux usées
En 2020, la commune de Mormant gère le service d’assainissement collectif (collecte, transport et dépollution) en régie directe, c’est-à-dire avec ses propres personnels.
L’assainissement non collectif (ANC) désigne les installations individuelles de traitement des eaux domestiques qui ne sont pas desservies par un réseau public de collecte des eaux usées et qui doivent en conséquence traiter elles-mêmes leurs eaux usées avant de les rejeter dans le milieu naturel. La communauté de communes Brie Nangissienne (CCBN) assure pour le compte de la commune le service public d'assainissement non collectif (SPANC), qui a pour mission de vérifier la bonne exécution des travaux de réalisation et de réhabilitation, ainsi que le bon fonctionnement et l’entretien des installations. Cette prestation est déléguée à l'entreprise Veolia, dont le contrat arrive à échéance le 31 décembre 2021,.

#### Eau potable
En 2020, l'alimentation en eau potable est assurée par la commune qui en a délégué la gestion à l'entreprise Veolia, dont le contrat expire le 31 juillet 2021,.

### Santé
La commune accueille l'EHPAD public  Le Parc Fleuri, qui change de gestionnaire en 2018.

## Population et société

### Démographie

#### Évolution démographique
L'évolution du nombre d'habitants est connue à travers les recensements de la population effectués dans la commune depuis 1793. Pour les communes de moins de 10 000 habitants, une enquête de recensement portant sur toute la population est réalisée tous les cinq ans, les populations de référence des années intermédiaires étant quant à elles estimées par interpolation ou extrapolation. Pour la commune, le premier recensement exhaustif entrant dans le cadre du nouveau dispositif a été réalisé en 2005.

En 2022, la commune comptait 5 280 habitants, en évolution de +10,07 % par rapport à 2016 (Seine-et-Marne : +3,92 %, France hors Mayotte : +2,11 %).
| 1793 | 1800 | 1806 | 1821 | 1831 | 1836 | 1841  | 1846  | 1851  |
| ---- | ---- | ---- | ---- | ---- | ---- | ----- | ----- | ----- |
| 812  | 956  | 966  | 948  | 861  | 851  | 1 083 | 1 115 | 1 158 |

| 1856  | 1861  | 1866  | 1872  | 1876  | 1881  | 1886  | 1891  | 1896  |
| ----- | ----- | ----- | ----- | ----- | ----- | ----- | ----- | ----- |
| 1 107 | 1 269 | 1 465 | 1 375 | 1 380 | 1 409 | 1 421 | 1 385 | 1 377 |

| 1901  | 1906  | 1911  | 1921  | 1926  | 1931  | 1936  | 1946  | 1954  |
| ----- | ----- | ----- | ----- | ----- | ----- | ----- | ----- | ----- |
| 1 411 | 1 449 | 1 525 | 1 344 | 1 392 | 1 371 | 1 465 | 1 518 | 1 366 |

| 1962  | 1968  | 1975  | 1982  | 1990  | 1999  | 2005  | 2006  | 2010  |
| ----- | ----- | ----- | ----- | ----- | ----- | ----- | ----- | ----- |
| 1 308 | 1 655 | 2 970 | 3 122 | 3 603 | 4 362 | 4 372 | 4 338 | 4 387 |

| 2015  | 2020  | 2022  | - | - | - | - | - | - |
| ----- | ----- | ----- | - | - | - | - | - | - |
| 4 717 | 5 104 | 5 280 | - | - | - | - | - | - |

#### Pyramide des âges
La population de la commune est relativement jeune. En 2018, le taux de personnes d'un âge inférieur à 30 ans s'élève à 40,5 %, soit un taux supérieur à la moyenne départementale (39,6 %). Le taux de personnes d'un âge supérieur à 60 ans (19,2 %) est inférieur au taux départemental (19,9 %).
En 2018, la commune comptait 2 431 hommes pour 2 493 femmes, soit un taux de 50,63 % de femmes, inférieur au taux départemental (51,31 %).
Les pyramides des âges de la commune et du département s'établissent comme suit :
| Hommes | Classe d’âge | Femmes |
| ------ | ------------ | ------ |
| 0,5    | 90 ou +      | 1,8    |
| 5,1    | 75-89 ans    | 6,7    |
| 11,8   | 60-74 ans    | 12,5   |
| 20,0   | 45-59 ans    | 19,0   |
| 20,0   | 30-44 ans    | 21,4   |
| 17,7   | 15-29 ans    | 16,7   |
| 24,8   | 0-14 ans     | 21,9   |

| Hommes | Classe d’âge | Femmes |
| ------ | ------------ | ------ |
| 0,4    | 90 ou +      | 1,2    |
| 4,9    | 75-89 ans    | 6,5    |
| 13,6   | 60-74 ans    | 14,3   |
| 20,2   | 45-59 ans    | 19,8   |
| 20,1   | 30-44 ans    | 20,6   |
| 19,2   | 15-29 ans    | 17,9   |
| 21,7   | 0-14 ans     | 19,7   |

### Équipements municipaux
La municipalité construit en 2018 une nouvelle maison des jeunes de 300 m2, situé au complexe sportif, et qui accueille également des activités des seniors.

## Économie
- L’entrepôt FM Logistic, avec son site de 44 000 m2, qui conditionne et stocke en 2018 les biscuits du groupe Mondelez (Lu, Milka, Oréo, Heudebert, Belin, Granny, Pépito…)[53].

### Secteurs d'activité

#### Agriculture
Mormant est dans la petite région agricole dénommée la « Brie française », (ou Basse-Brie), une partie de la Brie autour de Brie-Comte-Robert. En 2010, l'orientation technico-économique de l'agriculture sur la commune est diverses cultures (hors céréales et oléoprotéagineux, fleurs et fruits).
Si la productivité agricole de la Seine-et-Marne se situe dans le peloton de tête des départements français, le département enregistre un double phénomène de disparition des terres cultivables (près de 2 000 ha par an dans les années 1980, moins dans les années 2000) et de réduction d'environ 30 % du nombre d'agriculteurs dans les années 2010. Cette tendance n'est pas confirmée au niveau de la commune qui voit le nombre d'exploitations augmenter et passer de 6 en 1988 à 8 en 2010. Parallèlement, la taille de ces exploitations diminue, passant de 239 ha en 1988 à 175 ha en 2010.
Le tableau ci-dessous présente les principales caractéristiques des exploitations agricoles de Mormant, observées sur une période de 22 ans :
|                                      | 1988  | 2000  | 2010  |
| ------------------------------------ | ----- | ----- | ----- |
| Dimension économique,                |       |       |       |
| Nombre d’exploitations (u)           | 6     | 6     | 8     |
| Travail (UTA)                        | 18    | 10    | 11    |
| Surface agricole utilisée (ha)       | 1 431 | 1 265 | 1 403 |
| Cultures                             |       |       |       |
| Terres labourables (ha)              | 1 431 | 1 265 | 1 403 |
| Céréales (ha)                        | 860   | 753   | 835   |
| dont blé tendre (ha)                 | 646   | 591   | s     |
| dont maïs-grain et maïs-semence (ha) | 181   | 55    | s     |
| Tournesol (ha)                       | 81    |       |       |
| Colza et navette (ha)                | 0     |       | s     |
| Élevage                              |       |       |       |
| Cheptel (UGBTA)                      | 17    | 0     | 0     |

## Culture locale et patrimoine

### Lieux et monuments
- L'église Saint-Germain-l'Auxerrois de Mormant (XIIIe siècle) ;

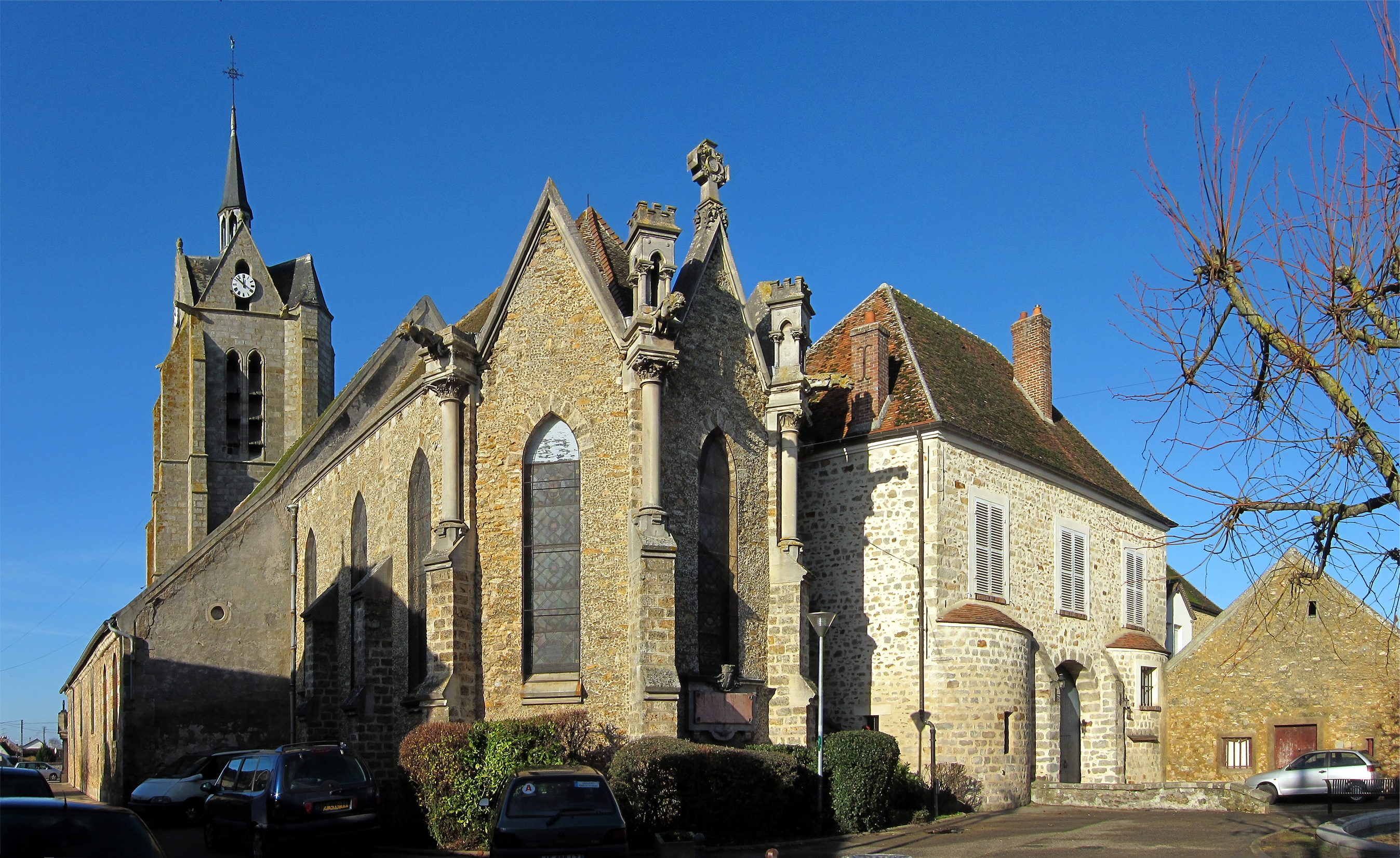
L'église Saint-Germain-l'Auxerrois de Mormant.

- Les ruines du château de Mormant ;
- Les arches de Lady (ancien prieuré Saint-Nicolas) ;
- Le lavoir ;
- La borne royale.

### Personnalités liées à la commune
- Louis-Nicolas Griveau, homme politique né le 27 juillet 1743 à Mormant (Seine-et-Marne) et décédé le 20 octobre 1823 à Vannes-le-Châtel (Meurthe-et-Moselle).
- Maurice Martin, peintre né à Mormant le 18 juillet 1894.

### Héraldique
| mors manebat undis victa fugit - la mort vaincue par les flots s'enfuit | Les armes de Mormant se Blasonnent par : mors manebat undis victa fugit - la mort vaincue par les flots s'enfuit |